# Udea vacunalis
Udea vacunalis là một loài bướm đêm trong họ Crambidae.